# ボリス・ディアウ
ボリス・ディアウ（Boris Diaw）ことボリス・ババカル・ディアウ＝リフィオー（Boris Babacar Diaw-Riffiod,1982年4月16日-）はフランスの元プロバスケットボール選手。NBAのサンアントニオ・スパーズなどで活躍した。ヴァル＝ドワーズ県コルメイユ＝ザン＝パリジ出身。ナチュラルポジションはスモールフォワードだがすべてのポジションをこなせるユーティリティープレーヤー。身長203cm、体重104kg。

## 略歴

### フランス国内ジュニア
パリの国立体育・スポーツ研究センター（INSEP）に入り、トニー・パーカーやロニー・トゥリアフらと出会った。フランスの男子プロバスケットボールリーグLNBの1部、通称「Pro A」で経験を積んだ後、また2000年のジュニア・ヨーロッパ選手権では優勝を果たした。

### NBA

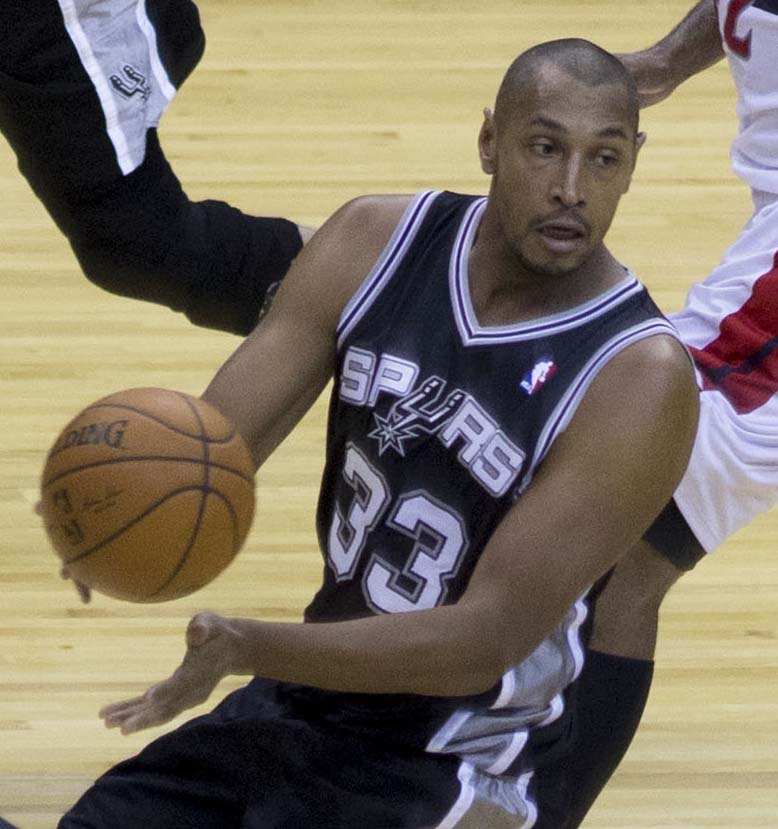
サンアントニオ・スパーズでのディアウ (2014年)

2003年のNBAドラフトでアトランタ・ホークスから全体21位指名を受けてNBA入りした。ホークスでは2003-04シーズンから2年間プレイしたが、チームが低迷していたこともあり、好成績を残すようなことはなかった。
2005年8月、ジョー・ジョンソンとのサイン・アンド・トレードの一環でフェニックス・サンズへ移籍。2005-06シーズンは81試合の出場のうち、70試合で先発出場。平均出場時間は35分に急増し、得点、アシスト、リバウンドなど、ほとんどのカテゴリで成績が急上昇した。特に攻守にわたる活躍と、複数のポジションをそつなくこなすプレイは高く評価され、ユーティリティプレイヤーとしてNBAファンにその名を知らしめた（本来センターであるはずのアマレ・スタウダマイアーやカート・トーマスは怪我で戦線離脱した）。ディアウは自身初となるプレイオフにも出場し、カンファレンス決勝での敗戦まで活躍は続いた。シーズンオフにはMIP（最も成長した選手）を受賞するなど、飛躍のシーズンになった。この間の12月26日、ミネソタ・ティンバーウルブズとの対戦でキャリアハイとなる31得点を記録した。その後スタウダマイアーが先発復帰すると、ディアウは主にシックスマンとして活躍した。
2008年シーズン途中、ラジャ・ベルと共にシャーロット・ボブキャッツに移籍し、翌シーズン、ジェラルド・ウォーレス、スティーブン・ジャクソンらと、ラリー・ブラウンヘッドコーチの下、チーム創設6年目にして、初のプレーオフ進出に貢献した。
2012年3月21日、ポール・サイラスヘッドコーチの構想から外れ、バイアウトで放出されると、2日後にシーズンの残りをサンアントニオ・スパーズと契約した。
2012年7月12日、2年920万ドルで、スパーズとの契約を延長した。
2013-14シーズンは、ユーロ選手権で優勝した際の好調さをそのまま維持し、スパーズのチームバスケットの重要な起点として活躍し、マイアミ・ヒートとの2年連続の対決となったNBAファイナルでは、第3戦からティアゴ・スプリッターに代わり先発出場。平均35分をプレーし、チーム最高の23アシスト、ティム・ダンカンに次ぐ43リバウンドを挙げ
、更にマッチアップしたクリス・ボッシュを平均11.3得点に抑え、レブロン・ジェームズ、ドウェイン・ウェイドの "スリーキングス" を分断することに成功。ディアウが先発に入ったスパーズは3連勝を飾り、2014年6月15日、ヒートを4勝1敗で下し、自身初のチャンピオンシップを獲得。最高のシーズンを締めくり、ディアウは "陰のMVP" と称された。
2016年7月5日、ユタ・ジャズが2015年のNBAドラフトの2巡目で指名したオリヴィエ・ハンランの交渉権との引き換えでジャズに移籍。2017年7月13日に解雇された。

### 母国フランスへ
2017年9月13日、ルヴァロワ・メトロポリタンズと契約した。2018年に引退を表明した。

### フランス代表

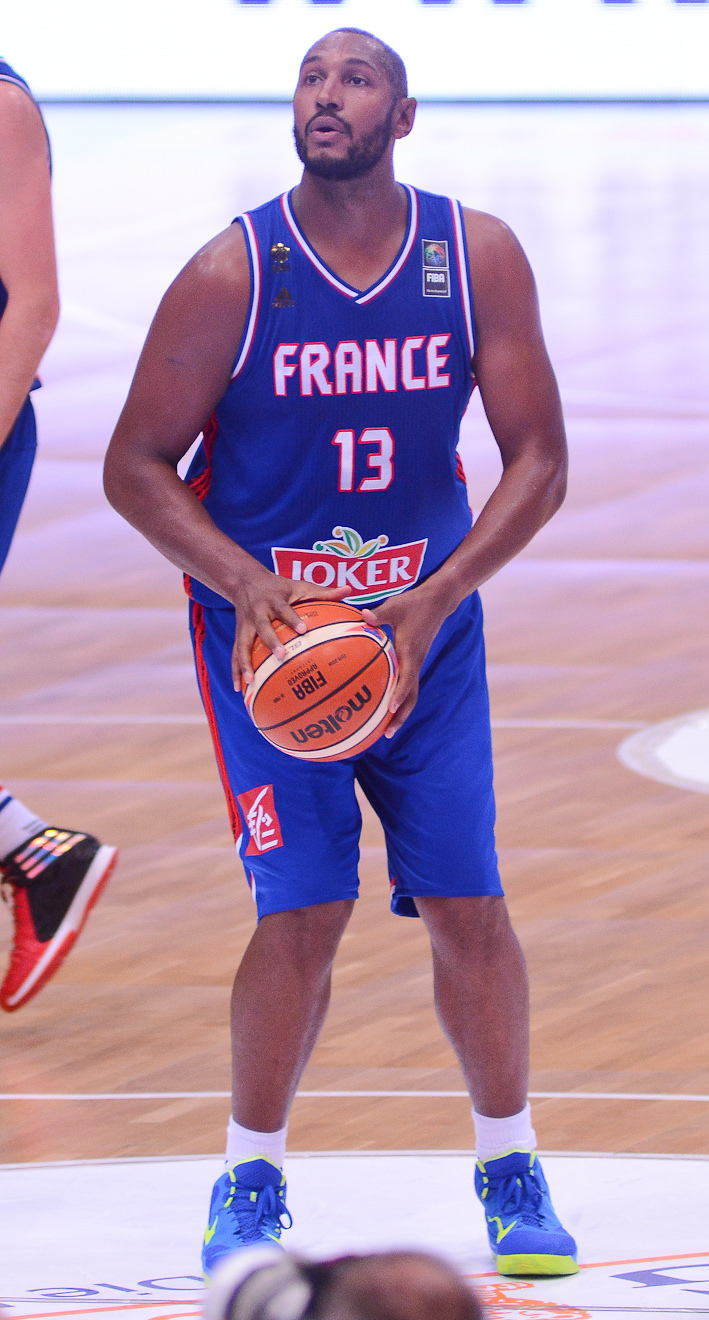
フランス代表でのディアウ（2015年）

2006年日本で開催された、世界選手権にフランス代表として出場。当初サンアントニオ・スパーズに所属するトニー・パーカーがキャプテンだったが、骨折により開幕直前に離脱。そのためチームはディアウをキャプテンに任命した。グループA（仙台市で開催）のフランスは3勝2敗の2位でファイナルラウンド進出を果たしたが、2回戦でギリシャに敗北。最終的には5位で大会を終えた。ディアウは通算11.9得点、6リバウンド、2.4アシストの成績を残した。2005年ヨーロッパ選手権で銅メダル、2011年ヨーロッパ選手権で銀メダル、2013年ヨーロッパ選手権では、トニー・パーカー、ニコラス・バトゥム、ナンド・デ・コロらとともに金メダルを獲得した。
2010年世界選手権、2012年ロンドンオリンピック、2014年FIBAワールドカップ、2016年リオデジャネイロオリンピックにも出場。

### 代表成績
| Tournament                       | Games played | Points per game | Rebounds per game | Assists per game |
| -------------------------------- | ------------ | --------------- | ----------------- | ---------------- |
| 2003 EuroBasket                  | 6            | 4.7             | 4.5               | 0.7              |
| 2005 EuroBasket                  | 7            | 13.7            | 5.3               | 3.4              |
| 2007 EuroBasket                  | 9            | 9.3             | 5.8               | 1.2              |
| 2009 EuroBasket                  | 8            | 7.5             | 4.2               | 3.8              |
| 2010年バスケットボール世界選手権 | 6            | 8.5             | 5.7               | 3.7              |
| 2011 EuroBasket                  | 11           | 8.0             | 4.7               | 2.5              |
| 2012年オリンピック               | 6            | 7.7             | 6.0               | 4.3              |
| 2013 EuroBasket                  | 11           | 10.4            | 4.6               | 3.4              |

## 個人成績

### NBAレギュラーシーズン
| シーズン | チーム       | GP   | GS  | MPG  | FG%  | 3P%  | FT%  | RPG | APG | SPG | BPG | PPG  |
| -------- | ------------ | ---- | --- | ---- | ---- | ---- | ---- | --- | --- | --- | --- | ---- |
| 2003–04  | ホークス     | 76   | 37  | 25.3 | .447 | .231 | .602 | 4.5 | 2.4 | .8  | .5  | 4.5  |
| 2004–05  | ホークス     | 66   | 25  | 18.2 | .422 | .180 | .740 | 2.6 | 2.3 | .6  | .3  | 4.8  |
| 2005–06  | サンズ       | 81   | 70  | 35.5 | .526 | .267 | .731 | 6.9 | 6.2 | .7  | 1.0 | 13.3 |
| 2006–07  | サンズ       | 73   | 59  | 31.1 | .538 | .333 | .683 | 4.3 | 4.8 | .4  | .5  | 9.7  |
| 2007–08  | サンズ       | 82   | 19  | 28.1 | .477 | .317 | .744 | 4.6 | 3.9 | .7  | .5  | 8.8  |
| 2008–09  | サンズ       | 22   | 0   | 24.5 | .567 | .357 | .692 | 3.8 | 2.1 | .5  | .4  | 8.3  |
| 2008–09  | ボブキャッツ | 59   | 59  | 37.6 | .495 | .419 | .686 | 5.9 | 4.9 | .8  | .7  | 15.1 |
| 2009–10  | ボブキャッツ | 82   | 82  | 35.4 | .483 | .320 | .769 | 5.2 | 4.0 | .7  | .7  | 11.3 |
| 2010–11  | ボブキャッツ | 82   | 82  | 33.9 | .492 | .345 | .683 | 5.0 | 4.1 | .9  | .6  | 11.3 |
| 2011–12  | ボブキャッツ | 37   | 28  | 27.5 | .410 | .267 | .630 | 5.3 | 4.3 | .5  | .5  | 7.4  |
| 2011–12  | スパーズ     | 20   | 7   | 20.3 | .588 | .615 | .625 | 4.3 | 2.4 | .7  | .3  | 4.7  |
| 2012–13  | スパーズ     | 75   | 20  | 22.8 | .539 | .385 | .723 | 3.4 | 2.4 | .7  | .4  | 5.8  |
| 2013–14  | スパーズ     | 79   | 24  | 25.0 | .521 | .402 | .739 | 4.1 | 2.8 | .6  | .4  | 9.1  |
| 2014–15  | スパーズ     | 81   | 15  | 24.5 | .460 | .320 | .774 | 4.3 | 2.9 | .4  | .3  | 8.7  |
| 2015–16  | スパーズ     | 76   | 4   | 18.2 | .527 | .362 | .737 | 3.1 | 2.3 | .3  | .3  | 6.4  |
| 2016–17  | ジャズ       | 73   | 33  | 17.6 | .446 | .247 | .743 | 2.2 | 2.3 | .2  | .1  | 4.6  |
| Career   | Career       | 1064 | 564 | 27.0 | .493 | .336 | .717 | 4.4 | 3.5 | .6  | .5  | 8.6  |

### プレーオフ
| シーズン | チーム       | GP  | GS | MPG  | FG%  | 3P%  | FT%  | RPG | APG | SPG | BPG | PPG  |
| -------- | ------------ | --- | -- | ---- | ---- | ---- | ---- | --- | --- | --- | --- | ---- |
| 2005–06  | サンズ       | 20  | 20 | 39.8 | .526 | .429 | .761 | 6.7 | 5.2 | .9  | 1.1 | 18.7 |
| 2006–07  | サンズ       | 10  | 0  | 23.5 | .475 | .000 | .667 | 3.2 | 3.0 | .7  | .2  | 6.6  |
| 2007–08  | サンズ       | 5   | 2  | 35.6 | .547 | .000 | .500 | 5.6 | 4.6 | .6  | .8  | 14.6 |
| 2009–10  | ボブキャッツ | 4   | 4  | 38.0 | .500 | .111 | .500 | 5.0 | 4.0 | .3  | .8  | 7.5  |
| 2011–12  | スパーズ     | 14  | 14 | 24.7 | .514 | .500 | .750 | 5.2 | 2.5 | .8  | .3  | 6.2  |
| 2012–13  | スパーズ     | 16  | 1  | 17.1 | .444 | .385 | .857 | 2.5 | 1.8 | .3  | .2  | 4.1  |
| 2013–14  | スパーズ     | 23  | 3  | 26.3 | .500 | .400 | .688 | 4.9 | 3.4 | .6  | .1  | 9.2  |
| 2014–15  | スパーズ     | 7   | 0  | 28.3 | .479 | .222 | .692 | 6.1 | 3.6 | .7  | .4  | 11.6 |
| 2015–16  | スパーズ     | 9   | 0  | 17.7 | .457 | .333 | .750 | 2.1 | 2.3 | .2  | .4  | 11.6 |
| 2016–17  | ジャズ       | 11  | 9  | 18.5 | .500 | .429 | .900 | 1.9 | 2.0 | 0.6 | 0.4 | 5.7  |
| Career   |              | 119 | 53 | 26.4 | .504 | .336 | .736 | 4.4 | 3.2 | .6  | .4  | 9.2  |

## プレイスタイル
通常はフォワードだが、ポイントガードからセンターまでこなせる万能型である。顕著であったのは2005-06シーズンで、MVPのスティーブ・ナッシュが故障した際に、ポイントガードも受け持ち、プレーオフでは、平均18.7得点, 6.7 リバウンド, 5.2 アシストを記録している。この飛躍したシーズンは平均13.3得点、6.9リバウンド、6.2アシストを記録し、MIPを獲得した。トリプル・ダブルがジェイソン・キッドとレブロン・ジェームズに次ぐ4回（リーグ3位）だったように、攻守共にチームへの貢献度は非常に高い。また、2012年6月には6度目のトリプルダブルを記録している。
バスケットボールIQが高く、他のプレーヤーを活かすプレーを得意とし、セレクションも適切でフィールドゴール成功率も高く、堅実さも持ち合わせている。特に、ゴール下でのピボットを使ったポンプフェイクからのフィンガーロールが得意である。
2014年に、所属のスパーズから、10月25日に体重245ポンド以下を維持していれば15万ドル、オールスター後も同条件で15万ドル、4月1日時点は同条件で20万ドルの成功報酬(ライクリィ・インセンティブ)が提示されたように、体重を主に体調管理に難があり、体格の仕上がり具合でプレーに差が出やすい傾向がある。

## その他
- ニックネームは、複数のポジションをこなす器用なプレイスタイルを表し、背番号「3」とイニシャルの「D」から「3D」。
- 父親は、セネガルの元高跳び選手。母親は元バスケットボール選手で、フランスの最も優れたセンターだったと評される人物。
- 同郷でサンアントニオ・スパーズのトニー・パーカーとは旧知の仲。
- 整った容姿でフランス国内での人気は高い。